# Гротта (футбольний клуб)
«Гротта» (ісл. Íþróttafélagið Grótta) — ісландський футбольний клуб із Селтьярнарнеса, заснований 1967 року.

## Історія
Офіційно клуб був заснований 24 квітня 1967 року. Спочатку клуб складався лише з футбольної команди, згодом додались інші види спорту гандбол (1969), гімнастика (1985) та пауерліфтинг (2013). «Гротта» також протягом довгого часу розвивала баскетбол, лижний спорт та шахи але згодом ці секції припинили існування.
24 квітня 2007 року в клубі відбувся фестиваль з нагоди святкування 40-ї річниці заснування. У цей день у місті відбувся парад із духовим оркестром, демонстрація різних команд клубу, звернення мера та голови держави.
У 2007 році чоловіча футбольна команда підвищилась до третьої за рангом ліги. У 2010 «Гротта» підвищилась до другого дивізіону, де відіграла два сезони та вибула до третьої. Сім років знадобилось футбольному клубу, щоб повернутись до другого дивізіону, а ще за два роки клуб вперше здобув право виступати у найвищому дивізіоні. За підсумками сезону «Гротта» посіла передостаннє місце та вибула до першого дивізіону.
У 2024 році команда посіла передостаннє місце в Першому дивізіоні та вибула до другого дивізіону.

## Інші секції клубу
Жіноча гандбольна команда двічі ставала чемпіоном Ісландії — 2015, 2016.